# Aleurotulus pteridophytae
Aleurotulus pteridophytae là một loài côn trùng cánh nửa trong họ Aleyrodidae, phân họ Aleyrodinae.
Aleurotulus pteridophytae được Martin năm Mound, Martin & Polaszek miêu tả khoa học đầu tiên năm 1994.